# Paradinas de San Juan
Paradinas de San Juan là một đô thị ở tỉnhSalamanca, phía tây Tây Ban Nha, cộng đồng tự trị Castile-Leon. Đô thị này có cự ly 50 kilômét so với thành phố tỉnh lỵ Salamanca và có dân số 602 người.

## Địa lý
Đô thị này có diện tích 35.63 km².
Đô thị này nằm ở khu vực có độ cao 852 mét trên mực nước biển.
Mã số bưu chính là 37318.